# Sinfonía en re mayor, KV 81 (Mozart)

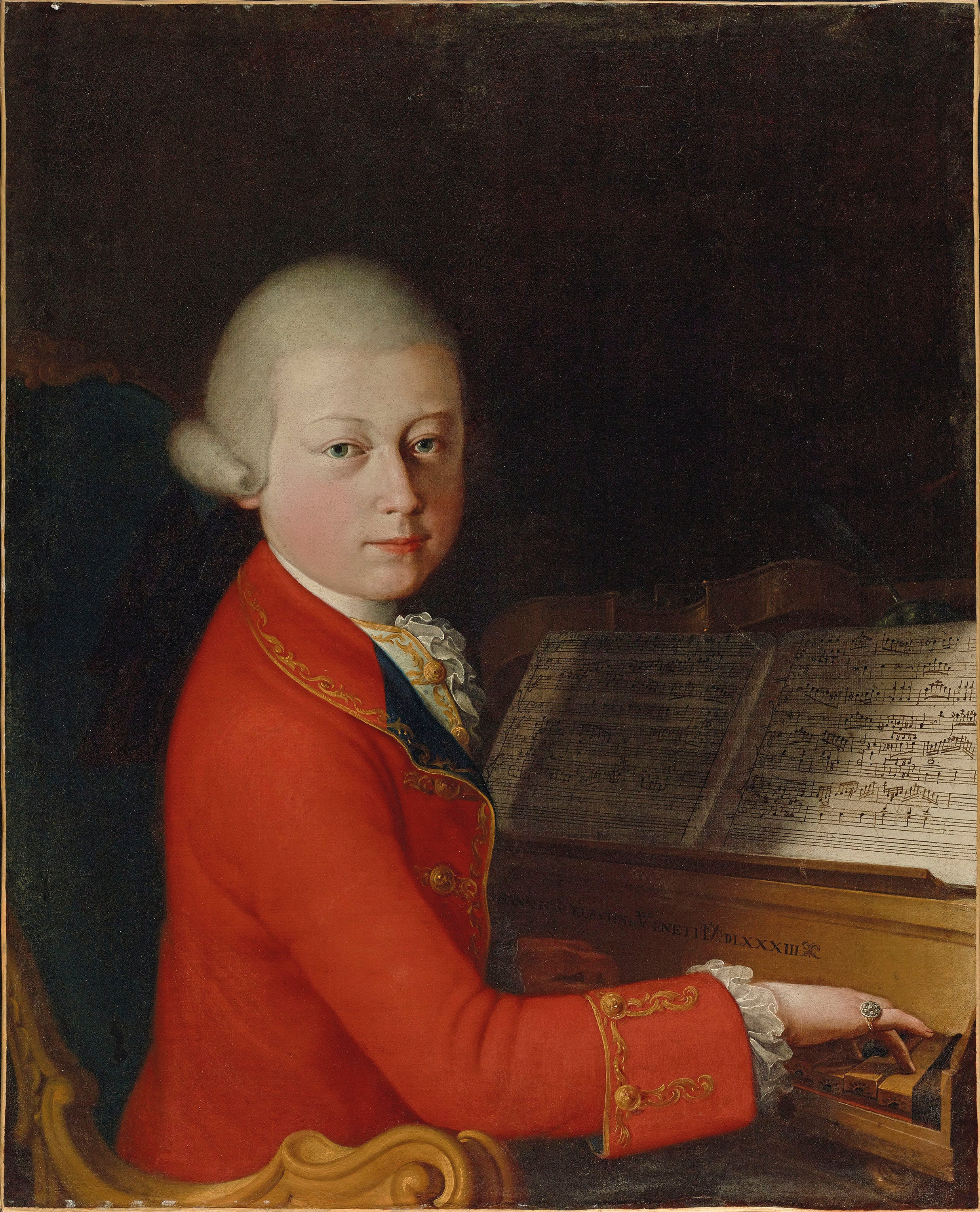
Mozart en 1770.

La Sinfonía n.º 44 en re mayor, K. 81/73l probablemente fue compuesta por Wolfgang Amadeus Mozart en 1770, cuando el compositor tenía catorce años.

## Historia

### Contexto

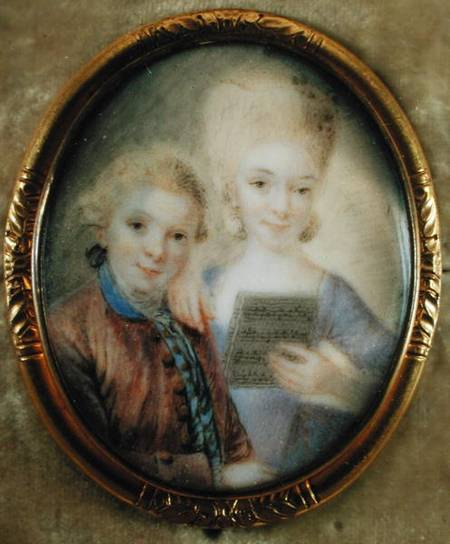
Wolfgang y Nannerl hacia 1763.

La carrera de Mozart como sinfonista había empezado en Londres durante el gran viaje de la familia Mozart por Europa entre junio de 1763 y noviembre de 1766. El padre Leopold Mozart planeó la gira para exhibir a sus prodigiosos hijos, Wolfgang y Nannerl en las principales cortes europeas. En ese tiempo Wolfgang compuso sus primeras obras del género, que tenían una deuda sustancial con las sinfonías de estilo galante italianizante en tres movimientos de Carl Friedrich Abel y Johann Christian Bach; también escuchó las sinfonías de compositores relevantes como Thomas Arne, William Boyce y Giuseppe Sammartini. Posteriormente Leopold y sus hijos pasaron en Viena varios meses de 1768 durante los cuales el joven maestro hizo un esfuerzo consciente por adaptar su estilo sinfónico a los gustos del público vienés, adoptando entre otras cosas la estructura en cuatro movimientos. Una afortunada consecuencia de los largos viajes del compositor en ciernes fue el contacto que le proporcionaron con una generosa muestra representativa de las tradiciones musicales europeas: alemana, británica, francesa e italiana.
El joven compositor y su padre realizaron tres viajes a Italia entre diciembre de 1769 y en mayo de 1773. En este periodo alternó sus visitas con estancias en Salzburgo durante las cuales creó la ópera Mitrídates, rey de Ponto, así como varias sinfonías con apreciable influencia del gusto italiano por la ópera bufa. En 1772 y 1773 el maestro austríaco vivió una etapa de entusiasmo por la escritura sinfónica, produciendo cada año siete nuevas sinfonías (n.º 15 - n.º 27). Después redujo su actividad en este campo y en los dos años siguientes sólo aparecieron tres nuevas piezas del género (n.º 28, 29 y 30). En 1778 realizó un largo y nefasto viaje a Mannheim y a París, durante el cual falleció su madre y su única producción relevante fue la Sinfonía n.º 31 "París". En enero de 1779 regresó a su ciudad natal donde creó otras tres sinfonías (n.º 32, 33 y 34) con las que cierra su etapa en Salzburgo. El casi cuarto de siglo que separa su primera sinfonía de la última -la n.º 41- estuvo marcado por el interés recurrente, si no continuo, del compositor por las posibilidades inherentes a esta forma. Al examinar la cronología de las obras de Mozart, se observa que la composición de sus sinfonías tiende a producirse en grupos espaciados irregularmente, de hasta nueve o diez ejemplos seguidos, en lugar de regular o aisladamente. Lo que esto podría sugerir, al margen de cualquier motivación económica, es que empleó estos periodos específicamente para resolver los problemas y retos de la forma sinfónica.

### Composición
La composición de esta obra, si realmente se trata de una obra del joven Mozart, pudo desarrollarse en 1770 en Roma. A pesar de su numeración se trata de una de las sinfonías tempranas del maestro austríaco, ya que fue una de las que se descubrieron después de que se elaborara la lista "oficial" de 41 sinfonías. Al parecer la tonalidad de re mayor es común a un grupo de sinfonías escritas en esa misma ciudad. Dicha tonalidad facilitó el uso de trompetas para evocar el estilo de las óperas cómicas italianas más populares.

### Autoría
La autenticidad de la autoría de las cuatro sinfonías en re mayor escritas durante el primer viaje a Italia (KV 81, KV 84, KV 95 y KV 97) es dudosa ya que no se ha conservado la partitura autógrafa. El compositor escribió a su hermana una carta fechada el 25 de abril de 1770 en la que mencionó dos sinfonías (KV 95 y KV 97). En dicha carta se establece que el padre de ambos había copiado una de las sinfonías de Wolfgang, de tal manera que el autógrafo podría permanecer en la casa. Una copia de la KV 81 fechada el 25 de abril de 1770 atribuye la sinfonía a Wolfgang. Mientras que un catálogo de Breitkopf & Härtel señala a Leopold como compositor de la obra, pero tal atribución pudo deberse a que fue él quien presentó la obra en lugar de Wolfgang.
Alfred Einstein, en su edición del catálogo Köchel, rechazó la autoría de Leopold afirmando que sería extraño que el padre de Wofgang hubiese compuesto una de las sinfonías italianas más «encantadoras e inteligentes» de 1770. Sin embargo, en el caso similar de la Sinfonía "Nuevo Lambach" (KV deest), esta obra se atribuyó a Leopold. Asimismo, Neal Zaslaw discrepa de este punto de vista («encantadoras e inteligentes») de la KV 81, calificando la obra como «brillante, superficial y convencional».
Bernhard Paumgartner atribuyó la sinfonía a Wolfgang afirmando que esas cuatro sinfonías italianas eran muy similares entre sí, por lo que era realmente probable que todas ellas fueran obra de un mismo compositor, siendo además características de las sinfonías compuestas por Mozart en Italia. Así, consideraron que era muy probable que todas ellas fueran originales de Mozart.
Wolfgang Gersthofer, tomando como base otras obras escritas en este periodo de tiempo atribuidas a Mozart y sobre cuya autoría no hay dudas, considera que fueron «muy probablemenete» escritas por Mozart las sinfonías KV 81, KV 84, KV 95 y KV 97.

### Estreno y publicación
No se sabe con certeza la fecha y el lugar en que se celebró el estreno de la sinfonía.
La primera edición fue llevada a cabo en 1881 por el editor Carl Reinecke para la casa Breitkopf & Härtel en Leipzig, que publicó bajo la denominación Wolfgang Amadeus Mozarts Werke, Serie XXIV: Supplemente, Bd.1, No.4, tanto las partes como la partitura completa.
La Alte Mozart-Ausgabe (Antigua Edición de Mozart), que publicó la primera edición completa de las obras musicales de Mozart entre 1879 y 1882, estableció la secuencia numerada del 1 al 41 para la producción sinfónica del maestro austríaco. Algunas piezas, como la Sinfonía en fa mayor, K. 76, fueron publicadas en suplementos de la Alte-Mozart Ausgabe hasta 1910. Las sinfonías no numeradas en aquel momento han recibido posteriormente números que van del 42 al 56, incluso aunque fueran escritas por Mozart con anterioridad a la Sinfonía n.º 41 de 1788. Conforme a este esquema de numeración la Sinfonía K. 81 recibiría el número 44.

## Instrumentación
La partitura está escrita para una orquesta formada por:
- Viento madera: 2 oboes y 1 [fagot].
- Viento metal: 2 trompas en fa.
- Teclado: [clavecín].
- Cuerda: una sección de cuerdas con 2 violines (primero y segundo), viola, violonchelo y contrabajo.

Las trompas permanecen en silencio durante el segundo movimiento. En las orquestas de aquella época era una práctica común emplear el fagot y el clavecín, si estaban presentes en la orquesta, para reforzar la línea del bajo doblando a los violonchelos y los contrabajos o bien como continuo, incluso sin notación separada.

## Estructura y análisis
La sinfonía consta de tres movimientos:
- I. Allegro, en re mayor 4
4
- II. Andante, en sol mayor 2
4
- III. Allegro molto, en re mayor 3
8

La interpretación de esta obra dura aproximadamente entre 5 y 10 minutos. La estructura sigue el típico esquema en tres movimientos de la obertura italiana, dispuestos según el patrón del Clasicismo temprano: rápido–lento–rápido. Un movimiento lento central flanqueado por dos de naturaleza más extrovertida. Esta estructura tripartita es habitual en las sinfonías tempranas de Mozart, aunque con el tiempo fue sustituyéndola por la de cuatro movimientos. En conjunto, se trata de una obra encantadora y desenfadada.

### I.Allegro
El primer movimiento, Allegro, está escrito en la tonalidad de re mayor, en compás de 4/4 y sigue la forma sonata. Se inicia con una marcha.

### II.Andante
El segundo movimiento, Andante, está en si bemol mayor y en compás de 2/4.

### III.Allegro molto
El tercer y último movimiento, Allegro molto, retoma la tonalidad inicial y el compás es 3/8. El Finale es casi un vals. 